# Saison 2017-2018 du Tottenham Hotspur FC
Maillots
Chronologie
Saison précédente Saison suivante
La saison 2017-2018 du Tottenham Hotspur FC est la 26e saison du club en Premier League.

## Avant Saison
Le 21 mars 2017, il a été annoncé que Tottenham Hotspur participera l'International Champions Cup 2017 contre Paris Saint-Germain, AS Rome et Manchester City aux États-Unis.
Le 4 juillet 2017, il a été annoncé que Tottenham Hotspur accueillera la Juventus pour jouer un match amical à Wembley Stadium.
Le 12 juillet 2017, Tottenham Hotspur a joué un match de porte fermée contre Leyton Orient à Hotspur Way.

### International Champions Cup
| Rang | Équipe              | Pts | J | V | Vt | Dt | D | BP | BC | Diff. |
| ---- | ------------------- | --- | - | - | -- | -- | - | -- | -- | ----- |
| 1    | FC Barcelone        | 9   | 3 | 3 | 0  | 0  | 0 | 6  | 3  | +3    |
| 2    | Manchester City     | 6   | 3 | 2 | 0  | 0  | 1 | 7  | 3  | +4    |
| 3    | AS Rome             | 5   | 3 | 1 | 0  | 2  | 0 | 5  | 4  | +1    |
| 4    | Manchester United   | 5   | 3 | 1 | 1  | 0  | 1 | 3  | 2  | +1    |
| 5    | Juventus            | 5   | 3 | 1 | 1  | 0  | 1 | 5  | 5  | 0     |
| 6    | Tottenham Hotspur   | 3   | 3 | 1 | 0  | 0  | 2 | 6  | 8  | -2    |
| 7    | Paris Saint-Germain | 2   | 3 | 0 | 1  | 0  | 2 | 5  | 8  | -3    |
| 8    | Real Madrid         | 1   | 3 | 0 | 0  | 1  | 2 | 4  | 8  | -4    |

## Transfert
| Nom                         | Poste             | Nationalité   | Transfert | Indemnité            | Mercato       | Provenance/Destination  | Division         |
| Arrivées                    |                   |               |           |                      |               |                         |                  |
| Davinson Sánchez            | Défenseur         | Colombie      | Transfert | 40 millions d'euros  | Mercato d'été | Ajax Amsterdam          | Eredivisie       |
| Serge Aurier                | Défenseur         | Côte d'Ivoire | Transfert | 25 millions d'euros  | Mercato d'été | Paris Saint-Germain     | Ligue 1          |
| Juan Foyth                  | Défenseur         | Argentine     | Transfert | 9 millions d'euros   | Mercato d'été | Estudiantes de La Plata | Primera División |
| Paulo Gazzaniga             | Gardien de but    | Argentine     | Transfert | -                    | Mercato d'été | Southampton FC          | Premier League   |
| Départ                      |                   |               |           |                      |               |                         |                  |
| Kyle Walker                 | Défenseur         | Angleterre    | Transfert | 50 millions d'euros  | Mercato d'été | Manchester City         | Premier League   |
| Kevin Wimmer                | Défenseur         | Autriche      | Transfert | 19 millions d'euros  | Mercato d'été | Stoke City              | Premier League   |
| Clinton N'Jie               | Attaquant         | Cameroun      | Transfert | 7 Millions d'euros   | Mercato d'été | Olympique de Marseille  | Ligue 1          |
| Joe Muscatt                 | Défenseur         | Angleterre    | Transfert | -                    | Mercato d'été | -                       | -                |
| Zenon Stylianides           | Milieu de terrain | Angleterre    | Transfert | -                    | Mercato d'été | -                       | -                |
| Juan Pablo González Velasco | Attaquant         | Colombie      | Transfert | -                    | Mercato d'été | -                       | -                |
| Charlie Owens               | Milieu de terrain | Angleterre    | Transfert | Gratuit              | Mercato d'été | Queens Park Rangers FC  | Championship     |
| Filip Lesniak               | Milieu de terrain | Slovénie      | Transfert | -                    | Mercato d'été | Aalborg Boldspilklub    | Superligaen      |
| Thomas McDermott            | Gardien de but    | Irlande       | Transfert | -                    | Mercato d'été | -                       | -                |
| Luke McGee                  | Gardien de but    | Angleterre    | Transfert | -                    | Mercato d'été | Portsmouth              | EFL League One   |
| Federico Fazio              | Défenseur         | Argentine     | Transfert | 2,7 millions d'euros | Mercato d'été | AS Rome                 | Serie A          |

## Effectif

### Effectif de la saison 2017-2018

#### Joueurs prêtés
Le tableau suivant liste les joueurs en prêt pour la saison 2017-2018.
| Joueurs prêtés |    |                         |                        |                     |                    |               |  |
| \| N° \| P. \| Nat. \| Nom \| Date de naissance \| Sélection \| Club en prêt \| \| \| — \| M \| \| Joshua Onomah \| 27/04/1997 (27 ans) \| Angleterre espoirs \| Aston Villa \| \| \| 9 \| A \| \| Vincent Janssen \| 15/06/1994 (30 ans) \| Pays-Bas \| Fenerbahçe SK \| \| \| 14 \| M \| \| Georges-Kévin Nkoudou \| 13/02/1995 (30 ans) \| France espoirs \| Burnley FC \| \| \| 38 \| D \| \| Cameron Carter-Vickers \| 31/12/1997 (27 ans) \| États-Unis \| Ipswich Town \| \| |    |                         |                        |                     |                    |               |  |
| N° | P. | Nat.                    | Nom                    | Date de naissance   | Sélection          | Club en prêt  |  |
| — | M  | Drapeau de l'Angleterre | Joshua Onomah          | 27/04/1997 (27 ans) | Angleterre espoirs | Aston Villa   |  |
| 9 | A  | Drapeau des Pays-Bas    | Vincent Janssen        | 15/06/1994 (30 ans) | Pays-Bas           | Fenerbahçe SK |  |
| 14 | M  | Drapeau de la France    | Georges-Kévin Nkoudou  | 13/02/1995 (30 ans) | France espoirs     | Burnley FC    |  |
| 38 | D  | Drapeau des États-Unis  | Cameron Carter-Vickers | 31/12/1997 (27 ans) | États-Unis         | Ipswich Town  |  |

| N° | P. | Nat.                    | Nom                    | Date de naissance   | Sélection          | Club en prêt  |  |
| —  | M  | Drapeau de l'Angleterre | Joshua Onomah          | 27/04/1997 (27 ans) | Angleterre espoirs | Aston Villa   |  |
| 9  | A  | Drapeau des Pays-Bas    | Vincent Janssen        | 15/06/1994 (30 ans) | Pays-Bas           | Fenerbahçe SK |  |
| 14 | M  | Drapeau de la France    | Georges-Kévin Nkoudou  | 13/02/1995 (30 ans) | France espoirs     | Burnley FC    |  |
| 38 | D  | Drapeau des États-Unis  | Cameron Carter-Vickers | 31/12/1997 (27 ans) | États-Unis         | Ipswich Town  |  |

## Tenues
Fabricant : Nike / Sponsor principal : AIA
| Domicile | Extérieur | Autre |

## Championnat
| Premier League     | FA Cup                         | Carabao Cup           | Ligue des champions                       |
| ------------------ | ------------------------------ | --------------------- | ----------------------------------------- |
| 3e place           | Demi-finale                    | 4e tour               | Huitièmes de finale                       |
| 77 points          | contre Manchester United (2-1) | contre West Ham (2-3) | contre la Juventus de Turin (2-2) ; (1-2) |
| 23V 8N 7D          | 4V 2N 1D                       | 1V 1D                 | 5V 2N 1D                                  |
| TOTAL: 33V 12N 10D |                                |                       |                                           |

### Classement actuel
| Rang | Équipe            | Pts | J  | G  | N  | P  | Bp  | Bc | Diff | Qualification ou relégation                                      |
| ---- | ----------------- | --- | -- | -- | -- | -- | --- | -- | ---- | ---------------------------------------------------------------- |
| 1    | Manchester City L | 100 | 38 | 32 | 4  | 2  | 106 | 27 | +79  | Qualification pour la phase de groupes de la Ligue des champions |
| 2    | Manchester United | 81  | 38 | 25 | 6  | 7  | 68  | 28 | +40  | Qualification pour la phase de groupes de la Ligue des champions |
| 3    | Tottenham Hotspur | 77  | 38 | 23 | 8  | 7  | 74  | 36 | +38  | Qualification pour la phase de groupes de la Ligue des champions |
| 4    | Liverpool FC      | 75  | 38 | 21 | 12 | 5  | 84  | 38 | +46  | Qualification pour la phase de groupes de la Ligue des champions |
| 5    | Chelsea FC T C    | 70  | 38 | 21 | 7  | 10 | 62  | 38 | +24  | Qualification pour la phase de groupes de la Ligue Europa        |

## Autres compétitions

### Ligue des champions

#### Phase de groupes
| Rang | Équipe            | Pts | J | G | N | P | Bp | Bc | Diff |  | Résultats (▼ dom., ► ext.) |     |     |     |     |
| ---- | ----------------- | --- | - | - | - | - | -- | -- | ---- |  | -------------------------- | --- | --- | --- | --- |
| 1    | Tottenham Hotspur | 16  | 6 | 5 | 1 | 0 | 15 | 4  | +11  |  | Tottenham Hotspur          |     | 3-1 | 3-1 | 3-0 |
| 2    | Real Madrid       | 13  | 6 | 4 | 1 | 1 | 17 | 7  | +10  |  | Real Madrid                | 1-1 |     | 3-2 | 3-0 |
| 3    | Borussia Dortmund | 2   | 6 | 0 | 2 | 4 | 7  | 13 | -6   |  | Borussia Dortmund          | 1-2 | 1-3 |     | 1-1 |
| 4    | APOEL Nicosie     | 2   | 6 | 0 | 2 | 4 | 2  | 17 | -15  |  | APOEL Nicosie              | 0-3 | 0-6 | 1-1 |     |

## Statistiques

### Buteurs
| Rang   | Pos.   | No     | Joueur                | Premier League | FA Cup | League Cup | Ligue des champions | Total |
| ------ | ------ | ------ | --------------------- | -------------- | ------ | ---------- | ------------------- | ----- |
| 1      | ST     | 10     | Harry Kane            | 30             | 4      | 0          | 7                   | 41    |
| 2      | ST     | 7      | Son Heung-min         | 12             | 2      | 0          | 4                   | 18    |
| 3      | MF     | 23     | Christian Eriksen     | 10             | 2      | 0          | 2                   | 14    |
| 3      | MF     | 20     | Dele Alli             | 9              | 1      | 2          | 2                   | 14    |
| 5      | ST     | 18     | Fernando Llorente     | 1              | 3      | 0          | 1                   | 5     |
| 6      | MF     | 11     | Erik Lamela           | 2              | 2      | 0          | 0                   | 4     |
| 7      | MF     | 17     | Moussa Sissoko        | 1              | 0      | 1          | 0                   | 2     |
| 7      | DF     | 33     | Ben Davies            | 2              | 0      | 0          | 0                   | 2     |
| 7      | DF     | 24     | Serge Aurier          | 2              | 0      | 0          | 0                   | 2     |
| 10     | DF     | 5      | Jan Vertonghen        | 0              | 1      | 0          | 0                   | 1     |
| 10     | MF     | 14     | Georges-Kévin Nkoudou | 0              | 0      | 0          | 1                   | 1     |
| 10     | MF     | 12     | Victor Wanyama        | 1              | 0      | 0          | 0                   | 1     |
| 10     | ST     | 27     | Lucas Moura           | 0              | 1      | 0          | 0                   | 1     |
| 10     | DF     | 37     | Kyle Walker-Peters    | 0              | 1      | 0          | 0                   | 1     |
| TOTAUX | TOTAUX | TOTAUX | TOTAUX                | 70             | 17     | 3          | 17                  | 107   |

### Clean sheets
| Rang   | No     | Joueur          | Premier League | FA Cup | League Cup | Ligue des champions | Total |
| ------ | ------ | --------------- | -------------- | ------ | ---------- | ------------------- | ----- |
| 1      | 1      | Hugo Lloris     | 15             | 0      | 0          | 1                   | 16    |
| 2      | 13     | Michel Vorm     | 0              | 3      | 1          | 1                   | 5     |
| 3      | 22     | Paulo Gazzaniga | 1              | 0      | 0          | 0                   | 1     |
| TOTAUX | TOTAUX | TOTAUX          | 16             | 3      | 1          | 2                   | 22    |